# Damian Zbozień
Damian Zbozień (ur. 25 kwietnia 1989 w Limanowej) – polski piłkarz, występujący na pozycji obrońcy w polskim klubie Avia Świdnik. Młodzieżowy reprezentant Polski w latach 2009–2010.

## Kariera klubowa
28 lipca 2011 Damian Zbozień został wypożyczony z Legii Warszawa na rok do GKS Bełchatów, gdzie zagrał w 14 meczach i strzelił jednego gola. 12 lipca 2012 Zbozień podpisał kontrakt z Piastem Gliwice. Piłkarz grał tam na zasadzie rocznego wypożyczenia z Legii. W wyniku kontuzji doznanej 20 października 2012 (w meczu przeciwko Widzewowi Łódź), w meczu ze Śląskiem Wrocław grał w specjalnym kasku. W tym też meczu trafił swojego pierwszego gola dla Piasta Gliwice. 
Po sezonie 2012/2013 Zbozień nie wrócił jednak do Warszawy. 27 czerwca 2013 Piast definitywnie wykupił piłkarza z Legii. Zbozień podpisał z gliwickim klubem 3-letni kontrakt, jednak Legia zastrzegła sobie wykupienie piłkarza z powrotem. 7 lutego 2014 roku Zbozień podpisał 2,5-letni kontrakt z rosyjskim Amkarem Perm. 22 lipca 2015 podpisał 2-letni kontrakt z Zagłębiem Lubin, a 22 lipca 2016 roku został ogłoszony zawodnikiem Arki Gdynia.
13 sierpnia 2020 roku podpisał roczny kontrakt z Wisłą Płock. 5 sierpnia 2022 roku odszedł z Wisły i związał się dwuletnim kontaktem z Górnikiem Łęczna.
12 czerwca 2025 został zawodnikiem Avii Świdnik.